# Rita Mae Brown
Rita Mae Brown (Hanover, Pennsilvània, 28 de novembre de 1944) és una escriptora estatunidenca. És coneguda per la seva primera novel·la Rubyfruit Jungle, publicada l'any 1973, una història sobre una jove lesbiana; en aquell moment, era força inusual que les novel·les tractessin de temes lèsbics. Brown també és una escriptora de misteri i una guionista nominada als Premis Emmy.

## Primers anys de vida
Brown va néixer a Hanover (Pennsilvània) i va créixer a Florida. Des del 2004 viu a Charlottesville (Virgínia).
A la dècada de 1960, Brown va estudiar a la Universitat de Florida. Es va traslladar a Nova York i es va llicenciar en clàssics i anglès la Universitat de Nova York. Més tard va estudiar cinematografia a la New York School of Visual Arts. També es va doctorar en ciències polítiques per l'Institut d'Estudis Polítics de Washington DC.

## Activisme
A la dècada del 1960, Brown va començar a implicar-se en la política. Va participar en el moviment estatunidenc pels drets civils, el moviment contra la guerra, el moviment d'alliberament gai i el moviment feminista. Va ajudar a iniciar la Student Homophile League i assegura haver participat en els aldarulls de Stonewall a la ciutat de Nova York, juntament amb Martha Shelley, que afirma que no estava amb la Brown en aquell moment, i simplement passava per davant dels disturbis, pensant que eren una manifestació contra la guerra. Brown es va unir a la nova Organització Nacional de Dones, però en va sortir el febrer de 1970 quan Betty Friedan va fer manifestacions anti-gai i l'organització va intentar distanciar-se de les organitzacions lesbianes.
A la dècada de 1970, va ajudar a crear The Furies Collective, un col·lectiu de diaris feministes lesbianes que deia que l'heterosexualitat era la causa de tota opressió.
Ella ha dit: «No crec en els heterosexuals ni els gais. Realment no. Crec que tots som graus de bisexuals».

## Vida personal
Brown és obertament lesbiana i ha tingut relacions amb la tenista Martina Navrátilová, l'actriu i escriptora Fannie Flagg, la socialité Judy Nelson i la política Elaine Noble. A Brown li agrada caçar la guineu estatunidenca i és mestre del seu club de caça de guineus. També ha jugat a polo i va fundar el Blue Ridge Polo Club, només per a dones.